# Битва у Дальхайма
Битва у Дальхайма или Битва у Далена — сражение между голландской повстанческой армией во главе с Йостом де Суте и испанской армией под командованием Санчо де Авила, состоявшаяся 25 апреля 1568 года. В рамках запланированного вторжения Вильгельма Оранского голландские повстанцы попытались завоевать город Рурмонд, однако подошедшие испанские войска заставили их отступить. Давила преследовал отступающего противника и нанесли им поражение около небольшого городка Дален (сегодня известного как Рейндален). Уцелевшие в сражении повстанцы искали убежища под стенами Далена, где испанская пехота окончательно разгромила их. Эта битва иногда считается официальным началом Нидерландской революции.

## Предыстория
В 1568 году Вильгельм I Оранский, штатгальтер Голландии, Зеландии и Утрехта, и другие дворяне, недовольные испанским владычеством, гёзы, были полны решимости изгнать Фернандо Альвареса де Толедо, герцога Альба, и его испанские войска из страны. Вильгельм, расположившись в Дилленбурге, разработал план тройного нападения на позиции испанцев. Армия гугенотов и голландских беженцев должна была атаковать Артуа; другая армия, под командованием брата Вильгельма, Людовика Нассау, должна была попытаться поднять население Фрисландии против испанцев; а третья армия, под командой Антуана II де Лалайна, графа Хоогстратена, должна была действовать в нижнем течении Рейна.
Первая армия была передана под командование Йоста де Суте и 20 апреля пересекла границу герцогства Юлих-Клеве-Берг в сопровождении войск Вильгельма II де ла Марка. Она насчитывала около 3000 солдат, конных и пеших, среди них были французские гугеноты и немецкий кавалерийский отряд, недавно уволенный из испанской армии. Де Суте должен был поднять население на борьбу и занять крупный город, который должен был стать базой для большого наступления. Этим городом стал Рурмонд — укреплённый город на слиянии рек Маас и Рур.

## Начало битвы
Получив известие о вторжении, герцог Альба сформировал армию, чтобы защитить Маастрихт и предотвратить слияние армии голландских повстанцев со своими французскими сторонниками. Он приказал генералу Санчо де Лондоньо переместить его отряд из деревни Лир к Маастрихту. Чтобы перекрыть дороги, связывающие северную Францию с долиной реки Маас, герцог мобилизовал большую часть кавалерии и передал её под команду своего внебрачного сына, Фернандо де Толедо. Толедо, в свою очередь, отправил свои отряды в нейтральное епископство Льеж под командованием своего лейтенанта, дона Лопе де Акунья.
Альба приказал капитану своей гвардии, дону Санчо де Авила, преследовать повстанческую армию во главе испанских отрядов пикинёров и 300 конных аркебузиров под командой Педро Монтаньеса, усиленных отрядами Лондоньо, кавалеристами Лопе и четырьмя взводами немецких копейщиков графа Эберштайна. Всего испанская армия насчитывала около 1600 человек.
Де Суте во главе повстанческой армии прошёл через Эйсден и двинулся на Рурмонд. Повстанцы попытались войти в город под видом испанцев, но жители города не поддались на уловку. Тогда повстанцы попытались захватить ворота города силой, но не преуспели. Опасаясь, что они будут застигнуты испанцами, де Суте решил снять осаду и двинуться в герцогство Гельдерн к Эркеленцу. Среди испанских генералов начались споры о дальнейшей тактике. Лондоньо призывал к осторожности, но де Авила решил продолжить преследование повстанцев с целью их разгрома.

## Битва

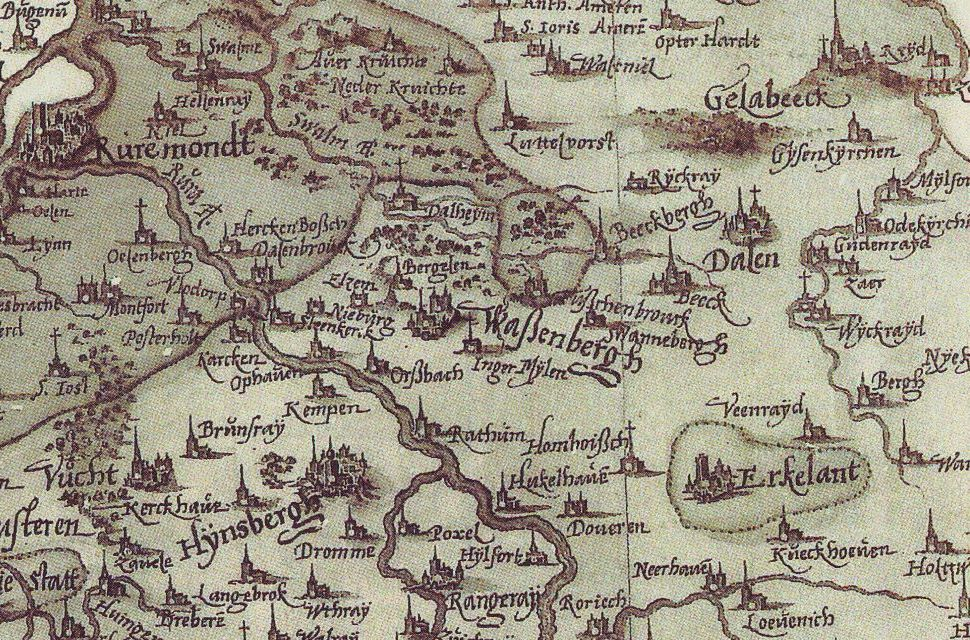
Фрагмент манускрипта из атласа Хрисиана Сгротена с изображением поля битвы.

Санчо де Авила двинулся вперед со своей кавалерией и получил информацию от разведчиков, что повстанцы подходили к деревне Эркеленц. Здесь де Суте обнаружил, что путь перекрыт из-за разрушения моста через реку Рур. Тогда он решил идти к Далену, небольшому городу в епископстве Льеж. Де Авила последовал за ним и вскоре настиг повстанческую армию на дороге между двумя городами.
Де Суте развернул свои войска для битвы на равнине с несколькими небольшими рощами. Чтобы отвлечь испанцев, он послал часть кавалерии против авангарда де Авилы, но испанский командующий не поверил манёвру и стал заходить повстанцам во фланг.
После краткой рекогносцировки де Авила вместе с графом Эберштайном ударили повстанцам во фланг. Де Суте в результате этого прорыва потерял большую часть своей кавалерии и два знамени. С 1300 солдат он отступил к Далену, под чьими стенами они остановились, чтобы противостоять второй атаке.
Де Суте укрыл солдат за равелином стены и прикрыл слабый фланг обозами. Де Авила не смог использовать кавалерию, поскольку дорогу к городу перекрывала роща. Тогда он бросил в бой пехоту Санчо де Лондоньо. К полудню 300 немецких копейщики были размещены позади равелина, чтобы предотвратить попытку бегства повстанцев, а 600 испанцев, поделённых на пять отрядов под личным руководством Лондоньо, устремились в лобовую атаку.
Бой длился полчаса, после чего испанцы взяли равелин. Всего нескольким повстанцам удалось бежать и найти убежище в Далене, остальные погибли и попали в плен.

## Последствия
Де Суте был среди тех, кому удалось укрыться в Далене, но впоследствии он был выдан испанцам. Весь обоз, семь знамён, большое количество оружия и боеприпасов были захвачены победителями. Потери испанцев оказались незначительными. Вскоре после этого испанская армия была разделена: де Авила отправился в Брюссель, граф Эберштайн вернулся в Маастрихт со своими немецкими копейщиками, а Санчо де Лондоньо отправился в Рурмонд, где несколько пленных повстанцев были повешены.
Через месяц Луи де Нассау одержал важную победу над испанцами в битве при Гейлигерлее. Вскоре после этого, однако, вторжение повстанцев в Артуа провалилось. 21 июля Альба разбил Нассау в битве при Йемгуме, которая положила конец голландской кампании во Фрисландии.